# Vaterpolo klub Crvena zvezda
Lo Stella Rossa (in serbo Црвена звезда Crvena zvezda) è una squadra di pallanuoto che ha sede a Belgrado, in Serbia. 

## Storia
Nella stagione 2012-13 si è laureata campione d'Europa, battendo in finale di Coppa dei Campioni, a Belgrado, lo Jug Dubrovnik per 8-7. Questo è il suo primo titolo internazionale. La sezione femminile ha vinto cinque titoli nazionali.
Fa parte della polisportiva Sportsko Društvo Crvena zvezda.

## Rosa 2023-2024
| N° |                   | Ruolo | Giocatore        |
| -- | ----------------- | ----- | ---------------- |
|    | Serbia (bandiera) | P     | Vladimir Misović |
|    | Serbia (bandiera) | P     | Mihajlo Ivanovic |
|    | Serbia (bandiera) |       | Viktor Savic     |
|    | Serbia (bandiera) |       | Djordje Zivkovic |
|    | Serbia (bandiera) |       | Nikola Bursac    |
|    | Serbia (bandiera) |       | Aleksa Popovic   |
|    | Serbia (bandiera) |       | Rodoljub Gajic   |
|    | Serbia (bandiera) |       | Dušan Marković   |
|    | Serbia (bandiera) |       | Gavril Subotić   |

| N° |                       | Ruolo | Giocatore       |
| -- | --------------------- | ----- | --------------- |
|    | Georgia (bandiera)    |       | Dusan Vasic     |
|    | Serbia (bandiera)     |       | Draško Gogov    |
|    | Serbia (bandiera)     |       | Ivan Basara     |
|    | Serbia (bandiera)     |       | Milos Vukicević |
|    | Slovacchia (bandiera) |       | Lukáš Seman     |
|    | Serbia (bandiera)     |       | Relja Danikovic |
|    | Serbia (bandiera)     |       | Vuk Milojevic   |
|    | Serbia (bandiera)     |       | Marko Radovic   |

## Palmarès

### Settore maschile

#### Trofei nazionali
- Campionato serbo-montenegrino: 2

1992, 1993
- Campionato serbo: 2

2013, 2014
- Coppa di Serbia: 4

2013, 2014, 2021, 2023

#### Trofei internazionali
- Coppa dei Campioni/Eurolega: 1

2012-13
- Supercoppa LEN: 1

2013

### Settore femminile

#### Trofei nazionali
- Campionato serbo: 5

2014, 2015, 2016, 2017, 2018

## Giocatori e allenatori celebri
- Viktor Jelenić
- Dejan Savić
- Gojko Pijetlović
- Aleksandar Šapić
- Jugoslav Vasović
- Vladimir Vujasinović
- Igor Milanović
- Aleksandar Ćirić
- Nikola Janović
- Andrija Prlainović
- Duško Pijetlović
- Nikola Rađen
- Sava Ranđelović
- Strahinja Rašović